# Fanon (liturgische Kleidung)

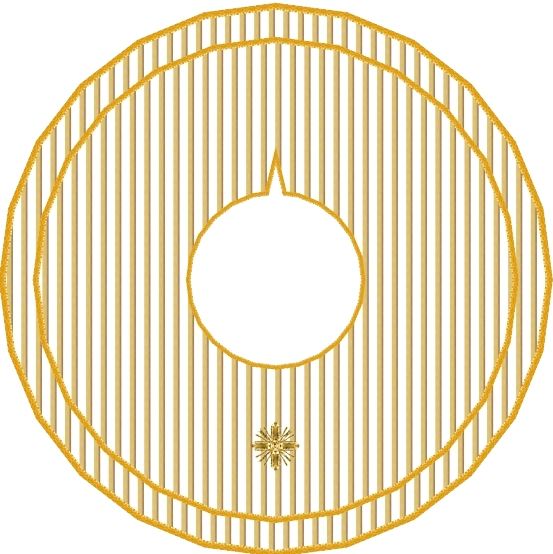
Päpstlicher Fanon, erkennbar die unterschiedlichen Größen der beiden Stofflagen

Der Fanon (lateinisch; italienisch Fanone oder Fano) oder das Orale ist ein dem Papst vorbehaltenes Schultergewand während der feierlichen Papstmesse. Im Mittelalter wurden öfter auch der Manipel (Hantfan), das Schultervelum des Diakons und die Behänge der Mitra als Fanon bezeichnet.

## Form
In seiner Ausführung als Schultergewand des Papstes ist der Fanon ein kreisförmiges, weißseidenes Schultergewand mit weißen und goldenen Streifen von ca. 92 cm Durchmesser. Der Rand ist mit einer dünnen Goldborte verziert. Der Fanon besteht aus zwei Seidenstofflagen, die nur an der Kopföffnung aneinander genäht sind. Am Brustteil befindet sich ein goldgesticktes Kreuz. Die innere (im Durchmesser etwas größere) Lage verbleibt beim Ankleiden zwischen Albe und Messgewand, während die äußere kragenartig über dem Messgewand ausgestaltet wird.

## Symbolik

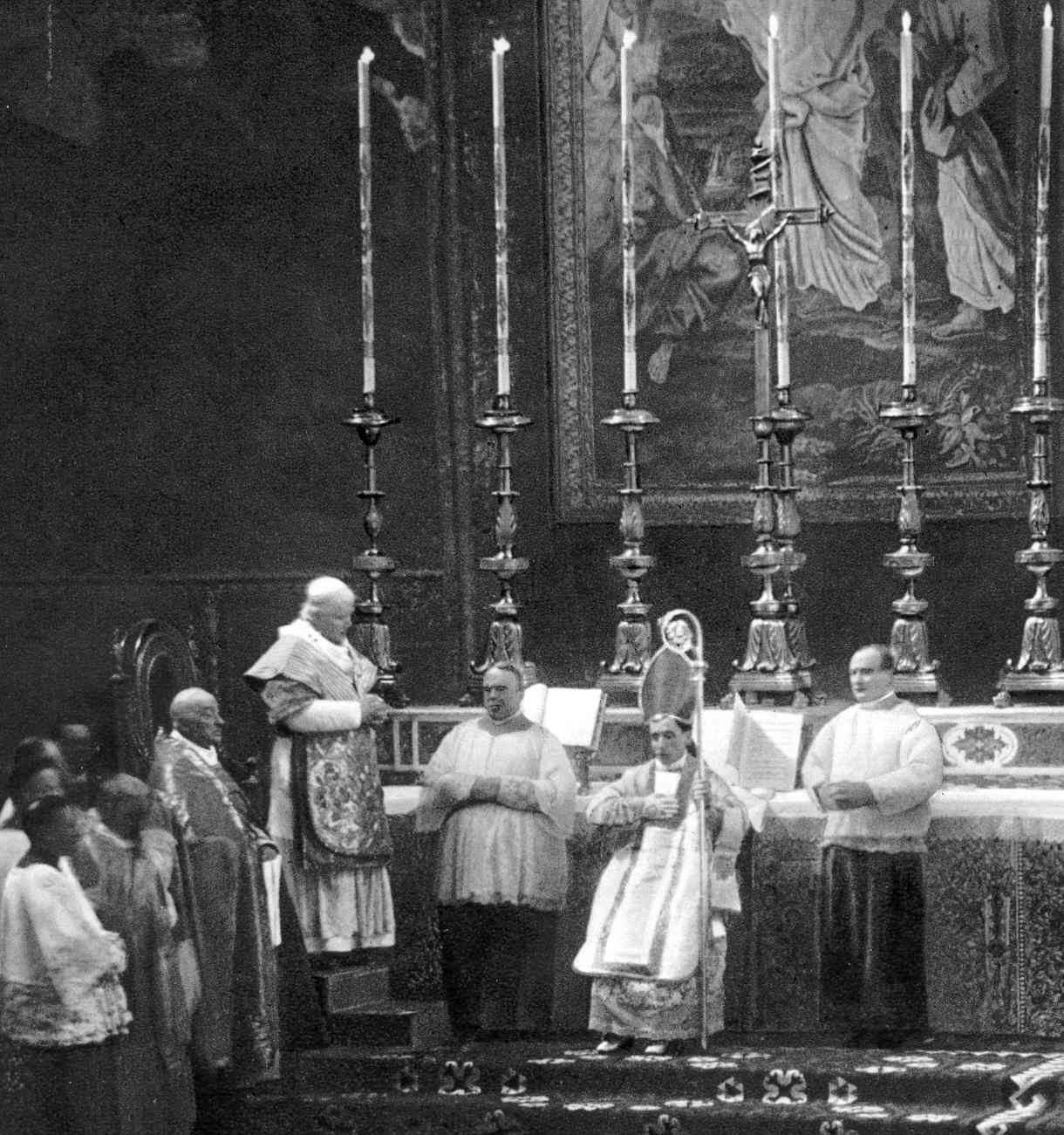
Papst Pius X. (stehend) mit dem päpstlichen Fanon während der Bischofsweihe von Giacomo della Chiesa, später als Benedikt XV. sein Nachfolger

Der ausschließlich vom Bischof von Rom getragene Fanon symbolisiert den „Schild des Glaubens“ (vgl. Eph 6,16 ), der die Kirche schützt, den Papst.

## Entstehung
Der Fanon entstand aus einem im 8. Jahrhundert getragenen Schultergewand, welches dann ab dem Jahr 1200 ein dem Papst vorbehaltenes liturgisches Kleidungsstück wurde. Ihm wurde ab dem Ausgang des Mittelalters auch noch der Amikt (Humerale) hinzugefügt. Die heute übliche Form entstand im 15. bzw. 16. Jahrhundert. Die Bezeichnung Fanon entwickelte sich dabei vermutlich aus lateinisch pannus oder deutsch Fahne.

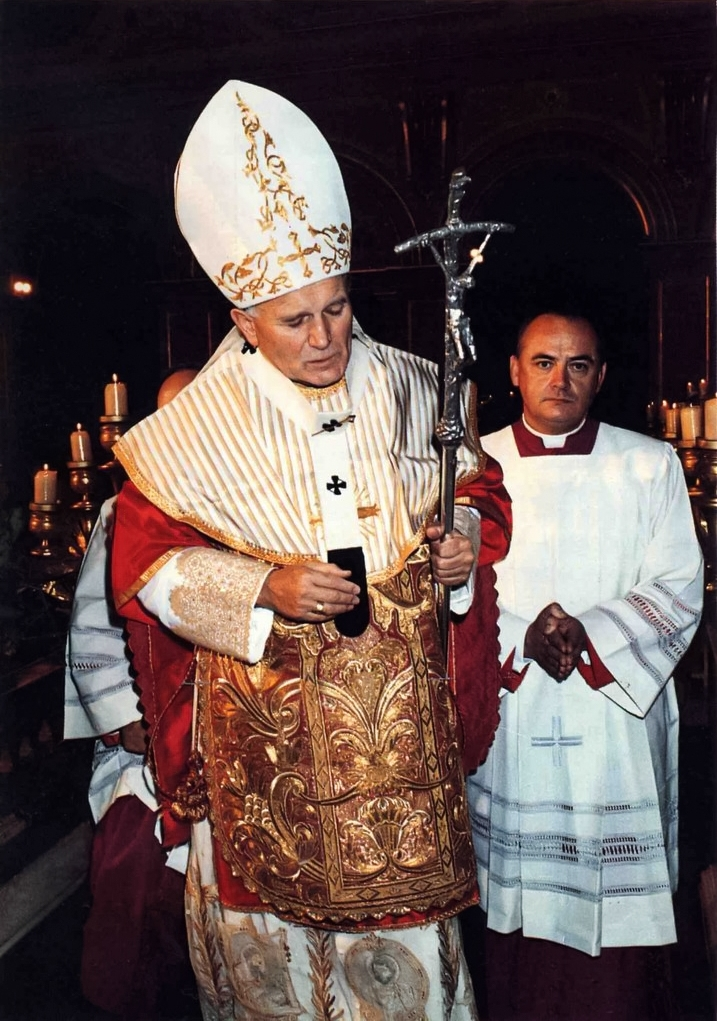
Johannes Paul II. mit dem Fanon

Nach dem II. Vatikanum und den Reformen in der päpstlichen Liturgie unter Paul VI. wurde der Fanon ab 1965 ungebräuchlich und nur noch ein einziges Mal von Johannes Paul II. 1984 in Santa Cecilia in Trastevere getragen. Papst Benedikt XVI. trug bei der Papstmesse anlässlich einer Heiligsprechung am 21. Oktober 2012, in der Christmette 2012 und am Hochfest der Erscheinung des Herrn 2013 wieder den Fanon.
Bis in die 1960er Jahre trugen auch die Patriarchen von Lissabon den Fanon.